# Musée byzantin et chrétien d'Athènes
Le musée byzantin et chrétien d'Athènes (en grec moderne : Βυζαντινό και Χριστιανικό Μουσείο) est le principal musée athénien, et l'un des plus importants de Grèce, pour les collections d'art de l'Antiquité tardive et du Moyen Âge byzantin et post-byzantin. Il dépend directement du Directorat général des antiquités rattaché au ministère grec de la Culture. Organisé en deux ailes : l'une pour l'époque byzantine (du IVe siècle à 1453), l'autre pour l'époque post-byzantine (de 1453 au XXe siècle), le musée possède plus de 25 000 objets : sculptures, icônes, fresques murales, céramiques, tissus, manuscrits et mosaïques, provenant de toutes les régions marquées par la culture grecque byzantine.

## Histoire
À l'origine de ce musée, se trouvent les collections de la Société chrétienne archéologique, créée en 1914, principalement constituées jusqu'en 1884 par l'un de ses membres fondateurs, Geórgios Lambákis (el). Jusqu'en 1924, date de la fondation du musée, ces collections étaient exposées au Musée national archéologique d'Athènes.
Le musée connut plusieurs localisations successives : de son ouverture au public en 1924 à 1930, il était installé dans le sous-sol de l'Académie d'Athènes.
En septembre 1930, il fut déménagé dans la Villa Ilíssia, une grande demeure construite en 1848 pour la Duchesse de Plaisance, Sophie de Marbois-Lebrun, par l'architecte grec Stamátios Kleánthis. La transformation de cette villa conçue sur le modèle des villas de Toscane de la Renaissance fut l'œuvre d'Aristotélis Záchos en 1928, tandis que l'organisation muséographique des collections revint au directeur du musée de l'époque, l'archéologue Geórgios Sotiríou.
De 1930 à 2003, la présentation des collections demeura ainsi pour l'essentiel inchangée. Les trois salles du rez-de-chaussée étaient aménagées pour présenter trois types d'églises : la basilique paléochrétienne à trois nefs, l'église de plan en croix inscrite byzantine et la chapelle post-byzantine. Le premier étage présentait les petits objets et les icônes, organisées de façon typologique.

## Bâtiments
Le musée est organisé autour d'une cour avec au centre une fontaine, réplique de celle du monastère de Daphni. Deux loggias bordent la cour à l'est et à l'ouest tandis que le sud est occupé par la Villa Ilíssia. Cependant, les collections sont présentées dans deux ailes souterraines construites entre 1993 et 2010. L'une consacrée aux collections byzantines (du IVe siècle à 1453) inaugurée en 2004 et l'autre aux collections post-byzantines (de 1453 au XXe siècle) inaugurée en mars 2010. Entre 1999 et 2010, une partie des travaux a été consacrée à la création de lieux de conservation (à température et hygrométrie régulées) de l'immense collection d'icônes qui ne peuvent toutes être exposées. L'objectif à terme serait d'intégrer le musée dans un parc archéologique comprenant également le site antique du Lycée d'Aristote dans un grand parc écologique.
En mai 2021 est inaugurée une annexe du musée dans le palais Ziller-Lovérdos restauré dans les années 2010. Le lieu abrite une partie de la collection du banquier grec Dionýsios Lovérdos (el) comprenant près de 500 icônes.

## Collections
Les collections sont organisées de façon chronologique et thématique. La première aile est celle des collections byzantines. Le premier thème abordé est la « transition entre l'antiquité et l'Empire byzantin », avec des salles s'articulant autour de thèmes : « temporel » (vie quotidienne) ; « christianisation des temples antiques » ; « nouveaux temples pour une nouvelle religion » ; « Égypte chrétienne et copte » ; « chrétiens face à la mort ». Le thème suivant est l'Empire byzantin en lui-même avec des salles consacrées à l'administration de l'Empire puis à ses crises ; à l'art religieux puis aux fresques dans les églises byzantines ; à l'Attique byzantine ; à la période de domination « franque » ; à la vie quotidienne ; aux « derniers feux » et enfin à la conquête ottomane.
Le passage entre les deux ailes évoque par des présentations vidéo les influences réciproques entre l'Occident et l'Orient tout au long des deux périodes. Les collections post-byzantines sont d'ailleurs présentées selon cette thématique de cette influence réciproque, à tous les niveaux et dans toutes les zones géographiques. Chaque thème géographique ou culturel est présenté non pas dans une salle spéciale, mais au milieu de tous les autres afin que le visiteur puisse apercevoir les autres aires géographiques ou les autres aspects de la culture et donc passer de l'un à l'autre en suivant son propre fil de visite. Sont ainsi présentés : l'influence de l'Occident, principalement de Venise, et donc principalement dans les îles, en Crète et dans les îles Ioniennes — avec la naissance de l'École ionienne — le rôle des communautés orthodoxes dans tout l'Empire ottoman (hors de Grèce) ; pour terminer par des grands dessins de l'allemand Ludwig Thiersch se réappropriant les thèmes et le style artistique byzantin. La loggia ouest est réservée à l'exposition des œuvres des artistes grecs du XXe siècle influencés par l'art byzantin, tels que Fótis Kóntoglou ou Konstantínos Parthénis. Ce thème demeure, mais les œuvres changent environ tous les six mois.

## Galerie

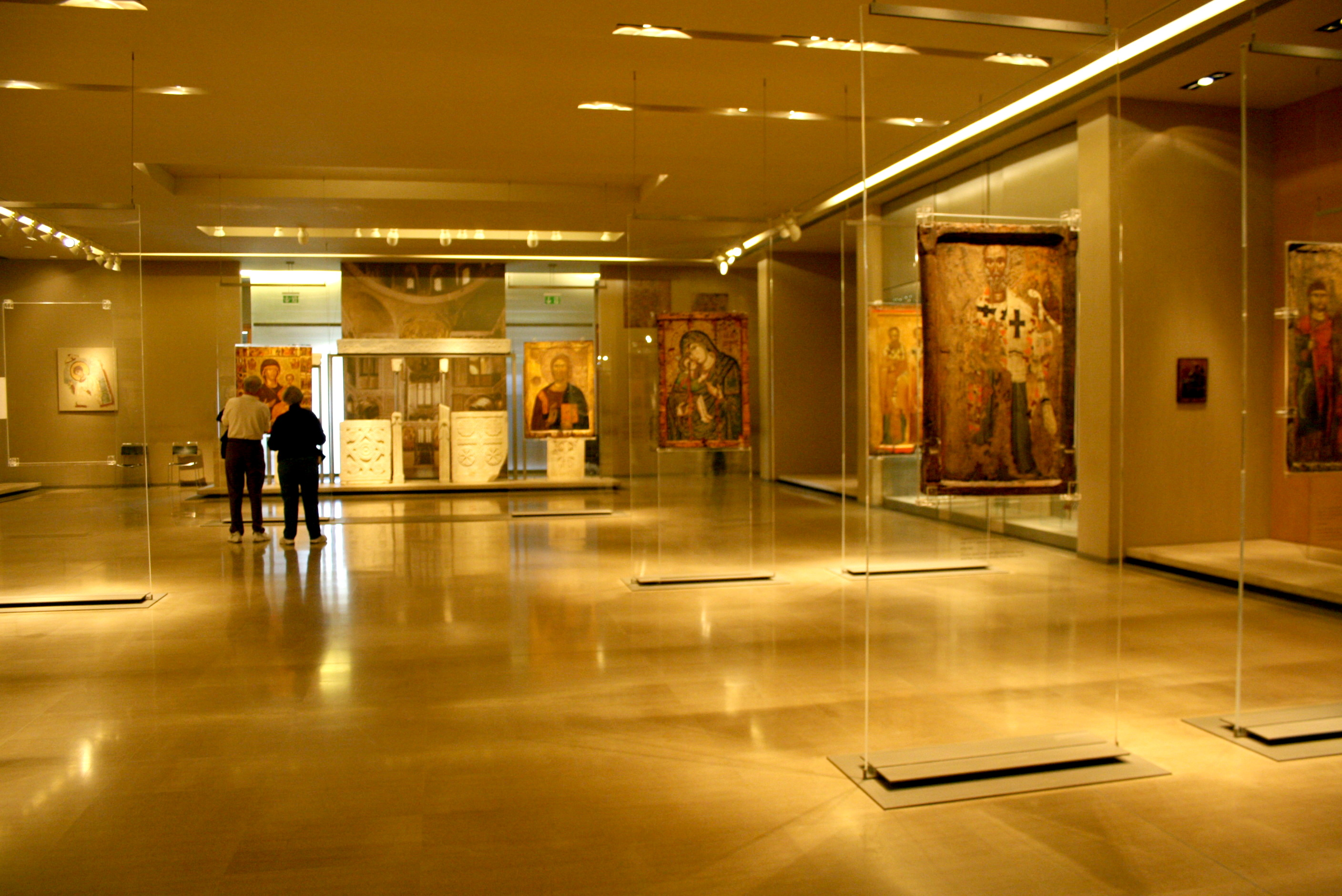
Intérieur du musée
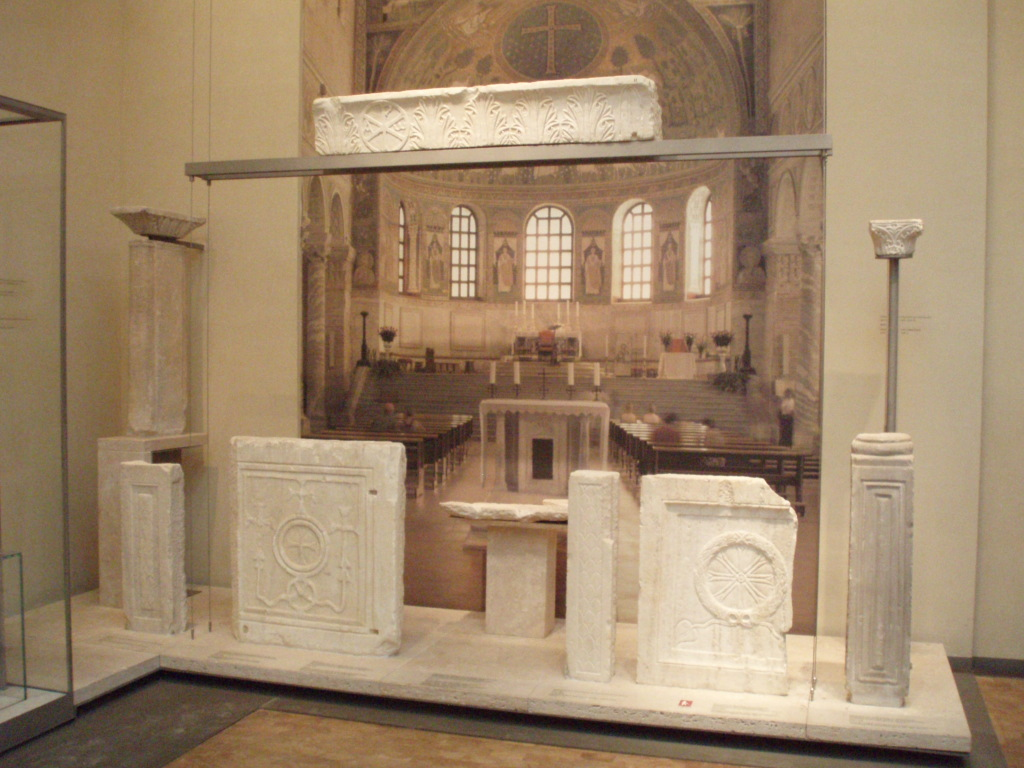
Templon de marbre
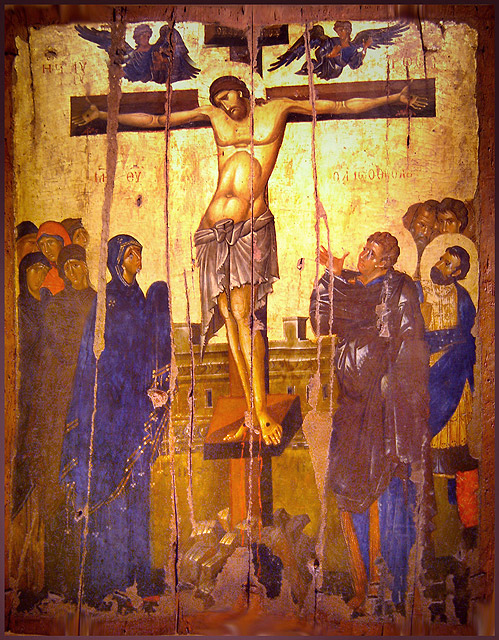
Icône de la Crucifixion
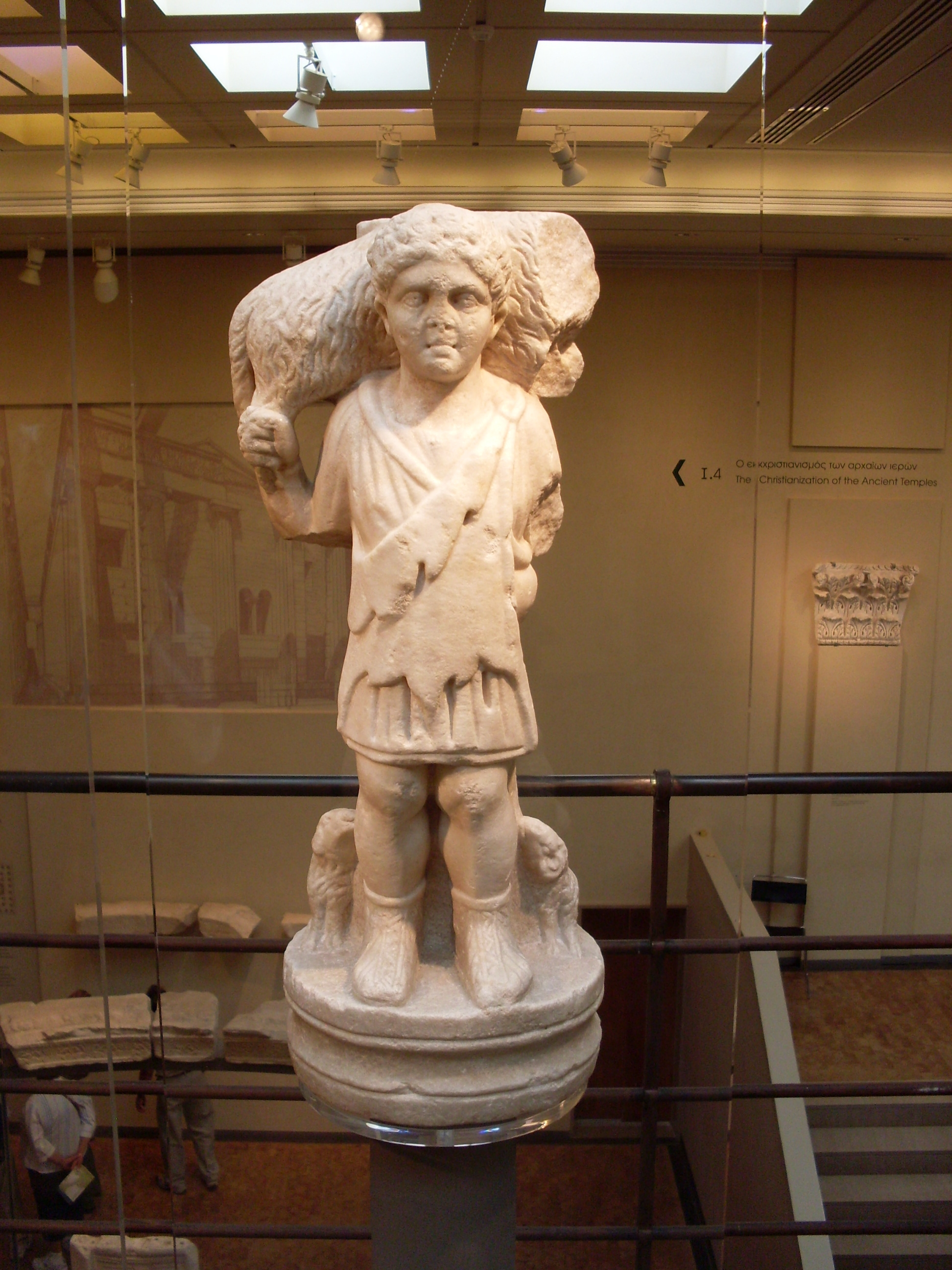
Statue de marbre du « Bon Pasteur »
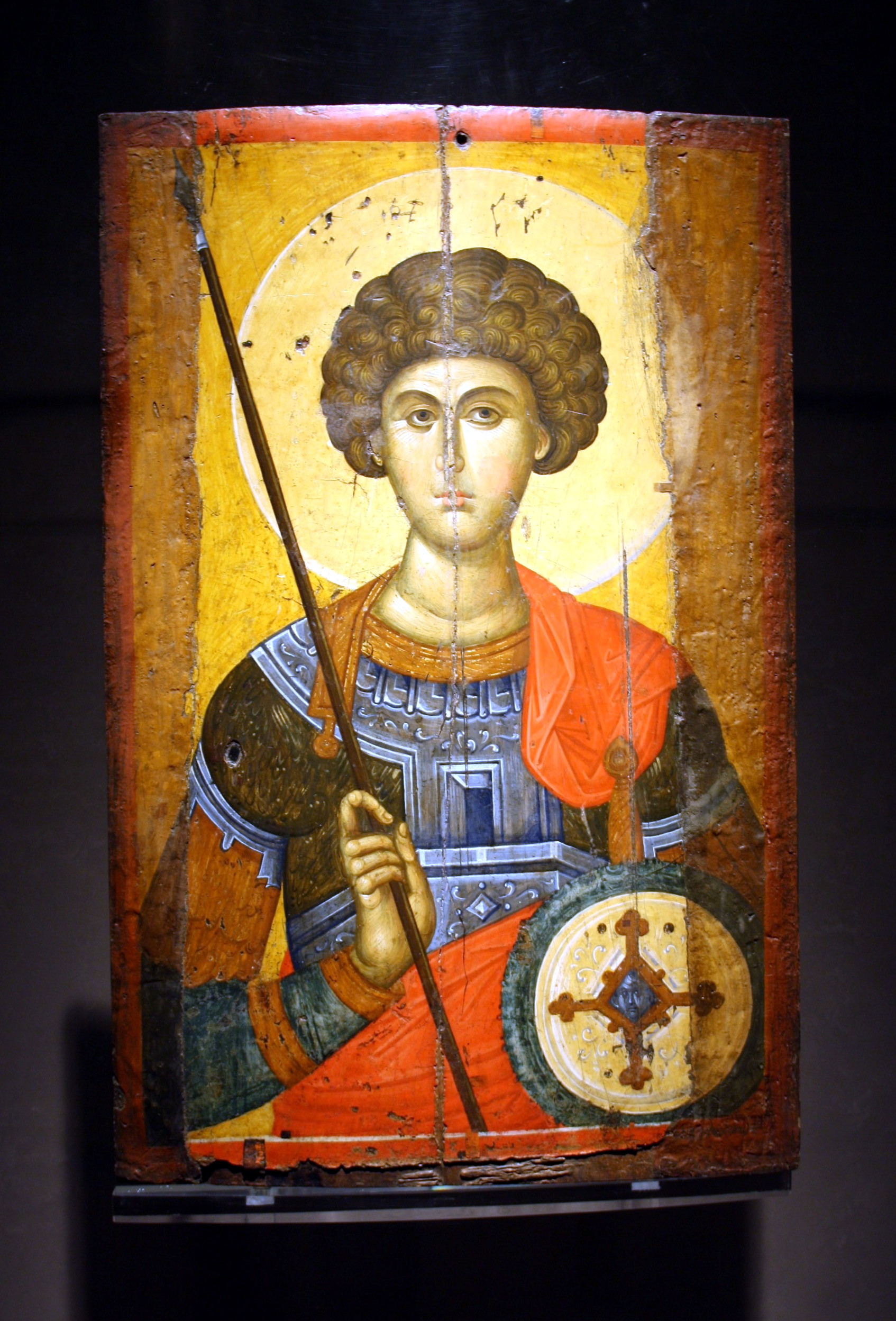
St. Georges (XIVe siècle).
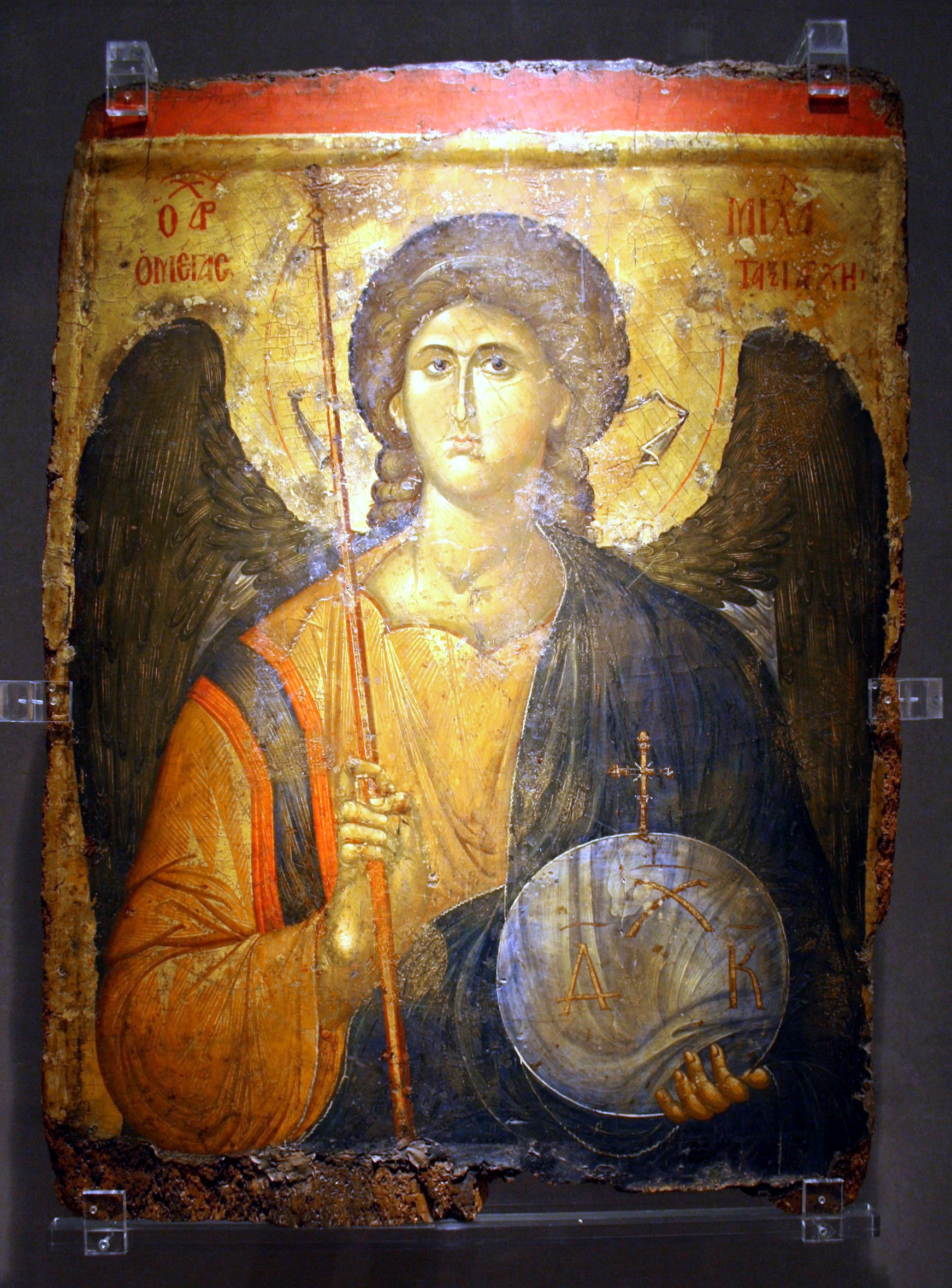
St. Michel (XIVe siècle).
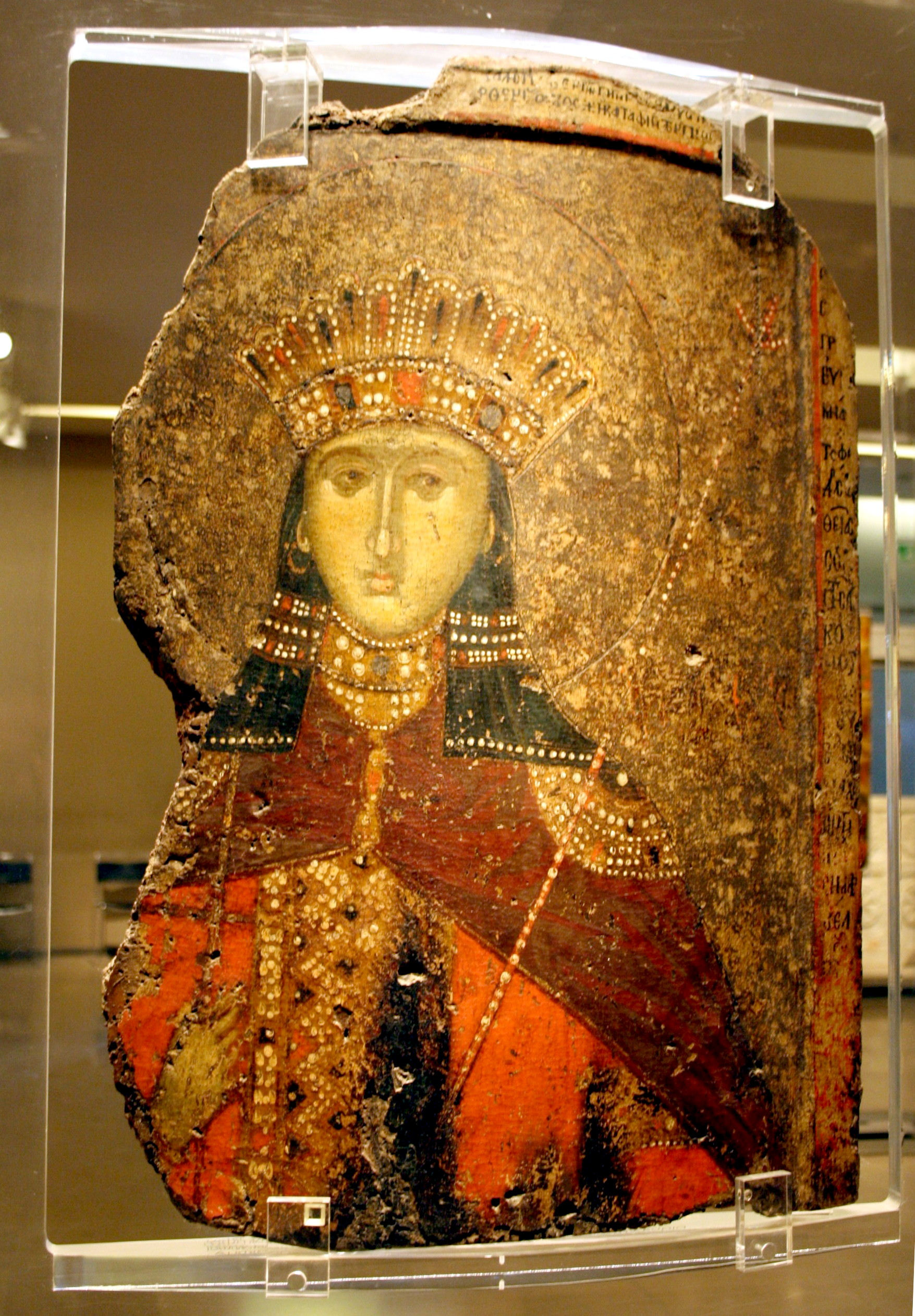
Ste. Catherine (XIVe siècle).